# بول ويلسون (لاعب كريكت)
بول ويلسون (بالإنجليزية: Paul Wilson)‏ (و. 1972  م) هو لاعب كريكت، وحكم كريكت ‏ أسترالي، ولد في نيوكاسل.

## روابط خارجية
- بول ويلسون على موقع إي آس بي آن كريك إنفو (الإنجليزية)